# Zuiderkerkprijs
De Zuiderkerkprijs is een architectuurprijs die elk jaar wordt uitgereikt aan een nieuwbouwproject in Amsterdam dat tussen 1 augustus het jaar daarvoor en 1 augustus van hetzelfde jaar is opgeleverd. De winnaar wordt gekozen door een jury.

## Winnaars
| Jaar | Project                                  | Locatie    |
| ---- | ---------------------------------------- | ---------- |
| 2023 | Jonas                                    | Oost       |
| 2022 | Groenmarkt                               | Centrum    |
| 2021 | Spaarndammerhart                         | West       |
| 2020 | New West                                 | West       |
| 2019 | CPO Sciencepark                          | Oost       |
| 2018 | Cruquius Kavel 1.1                       | Oost       |
| 2017 | Wiener & Co                              | Oost       |
| 2016 | De Smaragd                               | Oost       |
| 2015 | Blok 0 - PUUUR BLOK                      | West       |
| 2014 | Stadstuin Overtoom - Windtuin, Lichttuin | Nieuw-West |
| 2013 | Kraaipanschool                           | Oost       |
| 2012 | Haveneiland Oost Blok 46c                | Oost       |
| 2011 | De Keyzer                                | Oost       |
| 2010 | Buurtfabriek Ruimzicht                   | West       |
| 2009 | Collage                                  | West       |
| 2008 | Het Kasteel                              | Oost       |
| 2007 | Noordkop Spaarndammerdijk                | West       |
| 2006 | Haveneiland West Blok 23b2               | Oost       |
| 2005 | Borneodriehoek                           | Oost       |
| 2004 | Geuzentuinen                             | Nieuw-West |
| 2003 | Albatrosterrein                          | Noord      |
| 2002 | Haveneiland West Blok 23b                | Oost       |
| 2001 | Uylenburgh                               | Centrum    |
| 2000 | De Bewoonde Tuin (Oeverpad)              | Nieuw-West |
| 1999 | Hoop Liefde Fortuin                      | Oost       |
| 1998 | U2 – Kleine U                            | Nieuw-West |